# Rozamunda
Rozamunda – imię żeńskie pochodzenia germańskiego, oznaczające "chroniąca rumaki", od hros – "rumak" i mund – "ochrona". Później imię to łączono z łacińskimi słowami rosa munda – "róża świata", "róża ludzkości". Patronką tego imienia jest bł. Rozamunda z XII wieku.
Rozamunda imieniny obchodzi 30 kwietnia.

## Odpowiedniki w innych językach
- (ang.) Rosamund, Rosamond, Rosamunde
- (fr.) Rosemonde
- (łac.) Rosamunda
- (wł.) Rosmunda, Rosamunda
- (węg.) Rozamunda

## Osoby o imieniu Rozamunda
- Rozamunda (VI wiek) – królowa Longobardów
- Rozamunda z Blaru (XII w.) – błogosławiona, matka św. Adjutora[1]
- Rosamund Pike – brytyjska aktorka filmowa, telewizyjna i teatralna[2]
- Rosamund Clifford – szlachcianka, faworyta króla Henryka II[3]
- Rosamond McKitterick – brytyjska historyczka, mediewistka[4]
- Rosamond Lehmann – angielska powieściopisarka[5]